# میتال
میتال (انگلیسی: Mittal) شرکت فولاد هندی است، که در سال ۱۹۸۹ توسط لاکشمی میتال تأسیس شد.